# بيانكا مون
بيانكا مون (بالإنجليزية: Bianca Moon)‏ هي مغنية وكاتبة غنائية أسترالية، ولدت في 14 ديسمبر 1988 في سيدني في أستراليا.